# Martin Dörmann

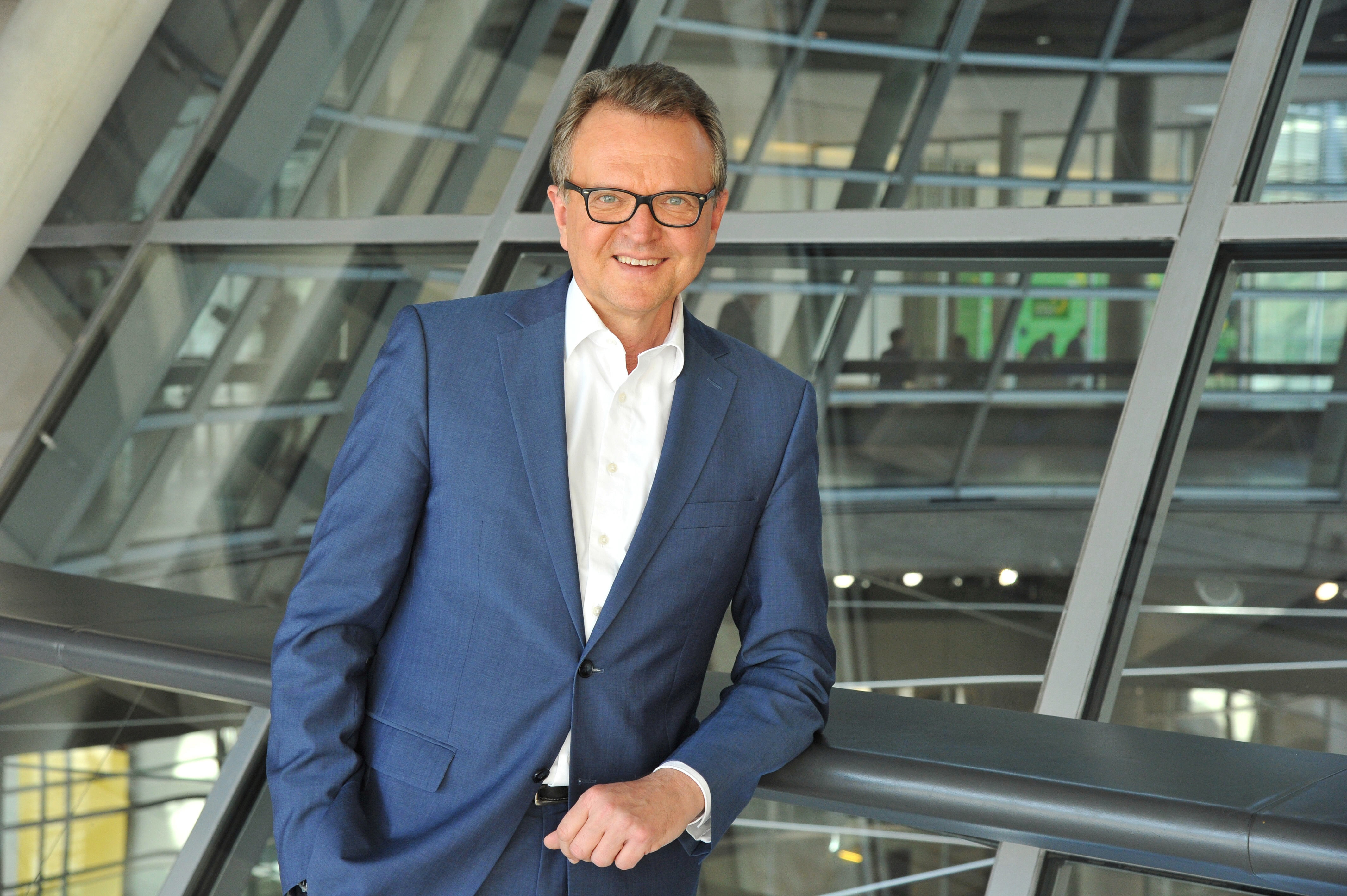
Martin Dörmann, MdB (2017)

Martin Dörmann (* 30. Juni 1962 in Herten) ist ein deutscher Politiker (SPD) und Jurist. Er war von 2002 bis 2017 Mitglied des Deutschen Bundestages.

## Leben und Beruf
Nach dem Abitur im Jahr 1981 am Gymnasium Köln-Rodenkirchen leistete Dörmann seinen Zivildienst ab und absolvierte ab 1982 ein Studium der Rechtswissenschaft in Köln und Bonn, welches er mit dem ersten juristischen Staatsexamen beendete. Nach Ableistung des Referendariats bestand er im Jahr 1999 auch das zweite Staatsexamen. Von 1992 bis 1998 war er als studentischer bzw. wissenschaftlicher Mitarbeiter bei den Bundestagsabgeordneten Walter Rempe, Renate Schmidt und Anke Fuchs tätig. Von 1999 bis 2003 arbeitete er als Rechtsanwalt in Köln.
Martin Dörmann ist verheiratet und lebt in Köln.

## Partei
Dörmann wurde schon 1979 als Schüler Mitglied der SPD. Er war in den Jahren 1995 bis 2007 Mitglied im SPD-Unterbezirksvorstand Köln und dort von 1997 bis 2007 stellvertretender Vorsitzender.

## Abgeordneter
Martin Dörmann war in den Jahren 2002 bis 2017 Mitglied des Deutschen Bundestages, seit Dezember 2005 im Vorstand der SPD-Bundestagsfraktion. Als Berichterstatter der SPD-Fraktion für die Bereiche Telekommunikation und Raumfahrt gehörte er von 2005 bis 2013 dem Ausschuss für Wirtschaft und Technologie (ab 2009 als stellvertretender Vorsitzender), sowie dem Unterausschuss Neue Medien an. Von 2009 bis 2013 war er Mitglied der Enquête-Kommission Internet und digitale Gesellschaft (bis Februar 2011 als stellvertretender Vorsitzender) und medienpolitischer Sprecher der SPD-Bundestagsfraktion.
In der 18. Legislaturperiode von 2013 bis 2017 war Dörmann Mitglied in den Ausschüssen für Verkehr und digitale Infrastruktur und Kultur und Medien sowie stellvertretendes Mitglied in den Ausschüssen Digitale Agenda und Wirtschaft und Energie. Zudem wählte ihn die SPD-Fraktion zum Sprecher der Arbeitsgruppe für Kultur und Medien.
Martin Dörmann ist viermal als direkt gewählter Abgeordneter des Wahlkreises Köln I in den Bundestag eingezogen. Bei der Bundestagswahl 2009 erreichte er hier 34,97 % der Erststimmen, bei der Bundestagswahl 2013 37,00 %. Bei der Bundestagswahl 2017 verpasste er den Wiedereinzug knapp; Dörmann unterlag dem CDU-Kandidaten Karsten Möring mit nur 884 Stimmen (0,6 Prozent) Rückstand.

## Mitgliedschaften
Martin Dörmann war in den Jahren 2014 bis 2019 Mitglied im Verwaltungsrat der Deutschen Welle sowie von 2014 bis 2017 im Vorstand der medien- und netzpolitischen Kommission beim SPD-Parteivorstand. Von 2005 bis 2017 war er Mitglied im Beirat der Bundesnetzagentur für Elektrizität, Gas, Telekommunikation, Post und Eisenbahnen (Regulierungsbehörde).

## Politische Positionen
Martin Dörmann hat seine Arbeitsschwerpunkte in den Bereichen Digitale Infrastruktur, Kultur-, Medien- und Netzpolitik. Bis 2013 hat er im Wirtschaftsausschuss auch den Bereich Raumfahrt betreut.

### Digitale Infrastruktur
Dörmann war in seiner Funktion als Berichterstatter der SPD-Fraktion im Ausschuss für Verkehr und digitale Infrastruktur für die Themen Telekommunikation und Breitbandversorgung aktiv. Bis September 2013 hatte er diese Themen im Wirtschaftsausschuss betreut.
Rund zwölf Jahre lang hat Dörmann an der Positionierung der SPD-Fraktion zum Breitbandausbau mitgewirkt. Der Koalitionsantrag „Moderne Netze für ein modernes Land – Schnelles Internet für alle“ (Drucksache 18/1973) wurde im Oktober 2014 im Plenum verabschiedet und bereitete mit seiner Fünf-Säulen-Strategie den konzeptionellen Rahmen eines umfassenden Breitbandausbaukonzepts. Dieses findet sich in sehr ähnlicher Form in der „Digitalen Agenda“ der Bundesregierung wieder.
Im Jahr 2015 setzte Dörmann sich auch öffentlich für ein angemessen finanziertes Bundesprogramm zur Breitbandförderung ein, das im November 2015 vom Bundesminister für Verkehr und digitale Infrastruktur gestartet wurde.
Im Oktober 2016 arbeitete Martin Dörmann am Beschluss der SPD-Bundestagsfraktion „#DigitalLeben: Digitalisierung in Gesellschaft und Wirtschaft“ mit. Darin spiegelt sich auch seine Position zum weiteren Ausbauweg in die Gigabitgesellschaft wider: Der verstärkte Ausbau von Glasfaseranbindungen sowie die Bereitstellung des neuesten Mobilfunkstandards (5G) mit bis zu 10 Gbit/s bei Latenzzeiten von unter einer Millisekunde werde eine zentrale Rolle spielen. Außerdem sollten bis 2025 möglichst flächendeckend, jedenfalls aber für mindestens 90 % der Gebäude, Geschwindigkeiten im Gigabit-Bereich zur Verfügung stehen.
In den Jahren 2011 und 2012 leitete er eine Fraktions-Projektarbeitsgruppe Telekommunikationsnetze, an der sich Branchenexperten aus Wirtschaft, Wissenschaft und Gewerkschaften beteiligten. An deren Ende stand ein umfassendes Konzept für den Breitbandausbau in Deutschland, das im September 2012 von der SPD-Fraktion verabschiedet wurde. Zentrale Punkte dieser Breitbandstrategie sind die gesetzliche Absicherung einer flächendeckenden Grundversorgung durch eine europarechtskonforme Universaldienstverpflichtung sowie ein Maßnahmenmix für den weitergehenden Ausbau von Hochleistungsnetzen. Mit Blick auf Mobilfunklösungen im Breitbandausbau vertritt er die Position, dass LTE nicht als vollwertige Ersatzlösung für DSL fungieren kann, da das LTE-Mobilfunknetz als „Shared Medium“ eingesetzt wird, in dem sich gleichzeitig mehrere Nutzer eine Funkzelle teilen müssen und dadurch die verfügbaren Bandbreiten stark variieren. Außerdem führe der LTE-Ausbau auf dem Land nicht zwangsläufig zu einer flächendeckenden Versorgung in den ländlichen Regionen. Trotz dieser Problematik sieht Dörmann LTE als Fortschritt für alle Regionen ohne DSL und wichtige Technologie für ein modernes Mobilfunknetz.
Im Juli 2009 legte Dörmann die Ergebnisse einer umfassenden Branchenbefragung seiner Fraktion zu den Perspektiven des Breitbandausbaus in Deutschland vor.

### Kultur- und Medienpolitik
Deutsche Welle
Immer wieder setzte sich Martin Dörmann im Bundestag dafür ein, den Haushalt des aus Bundesgeldern finanzierten Auslandssenders zu verbessern. Dörmann sieht in der Deutschen Welle ein Gegengewicht zu den weltweiten Einschränkungen der Pressefreiheit. Im Mai 2017 äußerte er sich dahingehend, den Etat der Deutschen Welle dauerhaft um einen zweistelligen Millionenbetrag aufzustocken. Mit einem von Martin Dörmann mit initiierten Entschließungsantrag der Koalitionsfraktionen von Union und SPD forderte der Bundestag im Juni 2017 die Bundesregierung auf, sich für eine weitere Anhebung der Förderung der Deutschen Welle einzusetzen. Die Deutsche Welle solle demnach finanziell vergleichbar mit anderen großen europäischen Auslandssendern – wie der BBC oder dem französischen Auslandsrundfunk – ausgestattet sein. Während der Plenardebatte erklärte Dörmann hierzu: „Die Deutsche Welle kann dann vor allen Dingen noch besser mit der Unterdrückung freier Medien umgehen und auf Krisen und propagandistische Tendenzen reagieren, weil sie ihr Programm und auch ihr Sprachenangebot dann auf einem technisch hohen Niveau ausweiten kann. Das führt dazu, dass sie am Ende noch mehr Menschen erreicht.“

#### Entwicklung von Zeitungen und Zeitschriften
Als Sprecher der SPD-Bundestagsfraktion für Kultur und Medien in der 18. Wahlperiode setzte sich Dörmann – insbesondere mit Blick auf den digitalen Wandel der Medienwelt und damit einhergehende wirtschaftliche Probleme von Zeitungsverlagen – für Qualitätsjournalismus und Medienvielfalt ein. Eine von ihm geleitete Fraktionsprojektgruppe zur Reform der Medien- und Kommunikationsordnung untersuchte mittels einer groß angelegten Branchenbefragung und diversen Dialogveranstaltungen Einzelaspekte der Medienkonvergenz.
Bei der Kartellrechtsnovelle im Herbst 2016 (9. GWB-Novelle) setzte sich Dörmann für eine Bereichsausnahme für Presseverleger ein. Diese sollte eine betriebswirtschaftliche Zusammenarbeit unterhalb der redaktionellen Ebene erleichtern und damit ökonomischen Druck von den Verlagen nehmen. In seiner Plenarrede am 9. März 2017 stellte er heraus, dass die ökonomischen Bereichsausnahmen aus seiner Sicht in erster Linie ein Beitrag für Qualität und Vielfalt in den Printmedien seien: „Lassen Sie uns dafür sorgen, dass mehr Einnahmen für gute Recherche, für starke Redaktionen zur Verfügung stehen! Damit stärken wir die Presse und den unabhängigen Journalismus, und das ist genau das, was wir in der heutigen Zeit brauchen.“
Im September 2012 legte Dörmann einen umfangreichen Maßnahmenkatalog zur Sicherung von Vielfalt und Qualität in den Medien vor, der als Bundestagsantrag 17/10787 von der SPD-Fraktion eingebracht wurde. Dörmann plädierte für eine Wiederbelebung der Pressestatistik, um Anpassungen im Zeitungsmarkt zukunftsgerecht auszugestalten. Außerdem kämpfte er im Jahr 2012 zusammen mit den anderen Bundestagsfraktionen für den Erhalt und die gesetzliche Absicherung des Presse-Grosso-Vertriebssystems.

#### Rundfunkpolitik
Im Bereich des Rundfunks plädiert Martin Dörmann für einen unabhängigen öffentlich-rechtlichen Rundfunk und eine staatsferne Zusammensetzung der Rundfunkgremien. Nach der ZDF-Verwaltungsratsentscheidung, den Vertrag für ZDF-Chefredakteur Nikolaus Brender („Causa Brender“) nicht zu verlängern, musste aus Sicht Dörmanns der ZDF-Staatsvertrag auf eine verfassungsfeste Grundlage gestellt werden, um unabhängigen Journalismus und das Ansehen des öffentlich-rechtlichen Rundfunks zu stärken. Er unterstützte die Initiative des damaligen Länder-Rundfunkkoordinators und rheinland-pfälzischen Ministerpräsidenten Kurt Beck, beim Bundesverfassungsgericht ein Normenkontrollverfahren einzuleiten.
Dörmann unterstützte die im Jahr 2013 umgesetzte Rundfunkgebührenreform, die eine Abkehr von der Geräteabhängigkeit auf eine haushalts- und betriebsstättenbezogene Rundfunkabgabe vorsieht. Er hält sie für zukunftsfester, gerechter und unbürokratischer als das bisherige Modell. Er spricht sich dafür aus, mögliche Überschusseinnahmen auch den Beitragszahlern zugutekommen zu lassen.

### Netzpolitik

#### Zugangserschwerungsgesetz
Dörmann unterstützte die umstrittene Initiative der damaligen (2005 bis 2009) Familienministerin Ursula von der Leyen, Internetseiten zur Bekämpfung von Kinderpornografie zu sperren (vgl. Gesetz zur Bekämpfung der Kinderpornografie in Kommunikationsnetzen). Aus seiner Sicht erschweren die leicht zu umgehenden Sperren den Zugang für „einen Teil“ der Konsumenten von Kinderpornografie. Der vom Deutschen Bundestag als Sachverständiger geladene IT-Sicherheitsforscher Hannes Federrath bezeichnete die Internetsperren dagegen aus technischer Sicht als „völlig wirkungslos.“
Dörmann hatte zuvor als Verhandlungsführer der SPD mit Martina Krogmann (CDU) einen entsprechenden Gesetzesentwurf ausgehandelt. Vor dem Hintergrund bereits bestehender Verträge zwischen dem BKA und den wichtigsten Internet-Providern in Deutschland, durch die die Sperrinfrastruktur inzwischen aufgebaut wurde, unterstützte die SPD eine gesetzliche Regelung zur Sperrung von Internetseiten mit kinderpornografischen Inhalten. Von Juristen, der IT-Fachpresse, einer großen Zahl von IT-Fachverbänden, Bürgerrechtlern, Missbrauchsopfern, Opferschutzorganisationen und Opposition wurde das Gesetz massiv kritisiert.
Nach der Bundestagswahl 2009 wurde die Anwendung des Gesetzes von der aktuellen Bundesregierung ausgesetzt und 2011 aufgehoben.
In einer Bundestagsrede im Februar 2010 begründete Martin Dörmann einen Gesetzentwurf der SPD-Fraktion, das Zugangserschwerungsgesetz aufzuheben. Eine bloße Nichtanwendung eines beschlossenen Gesetzes sei rechtsstaatlich nicht haltbar. Es sei ein Fehler gewesen, dass die Große Koalition auch auf das Instrument des Sperrens gesetzt habe, da es wenig wirksam sei und bei vielen Menschen Ängste vor einer Internetzensur geweckt hätte. Kinderpornografische Inhalte müssten konsequent gelöscht werden.

#### Netzneutralität
Im Streit um das Festnetztarifmodell der Deutschen Telekom im Frühjahr 2013 („Drosselkom“) kritisierte Dörmann die verbraucherrechtlich problematischen Regelungen der neuen Volumentarife. In der öffentlichen Debatte verstärkte Dörmann seine Forderung nach einer gesetzlichen Absicherung der Netzneutralität. In einem im Sommer 2013 von der SPD-Bundestagsfraktion eingebrachten Bundestagsantrag (Drucksache 17/13892) wurden Änderungsvorschläge im Telekommunikationsgesetz (TKG) konkretisiert. So wurde die Bundesregierung zu einer TKG-Novelle aufgefordert „um willkürlichen Einschränkungen des klassischen Internets vorzubeugen, die Gewährleistung von Netzneutralität als eines der Regulierungsziele im TKG verbindlich zu regeln. Insbesondere sollen die Netzneutralität und die damit verbundenen niedrigen Marktzugangsschranken die Vielfalt von Inhalten, Diensten und Diensteanbietern fördern, die wiederum der Meinungs- und Wirtschaftsfreiheit und dem technischen Fortschritt dient; in der Sache geht es darum, das Verlangsamen, Benachteiligen oder Blockieren von Inhalten, Diensten oder Diensteanbietern ohne hinreichenden sachlichen Grund zu verhindern. Vorsätzliche Verstöße gegen die Netzneutralität sind mit Sanktionsinstrumenten zu ahnden“. Der Bundesnetzagentur sind nach Dörmanns Vorstellungen in diesem Zusammenhang stärkere Durchsetzungsrechte und Berichtspflichten zuzuweisen. Diese habe außerdem Mindeststandards für die Durchleitung von Inhalten zu definieren.